# St. Petri (Mönkebude)

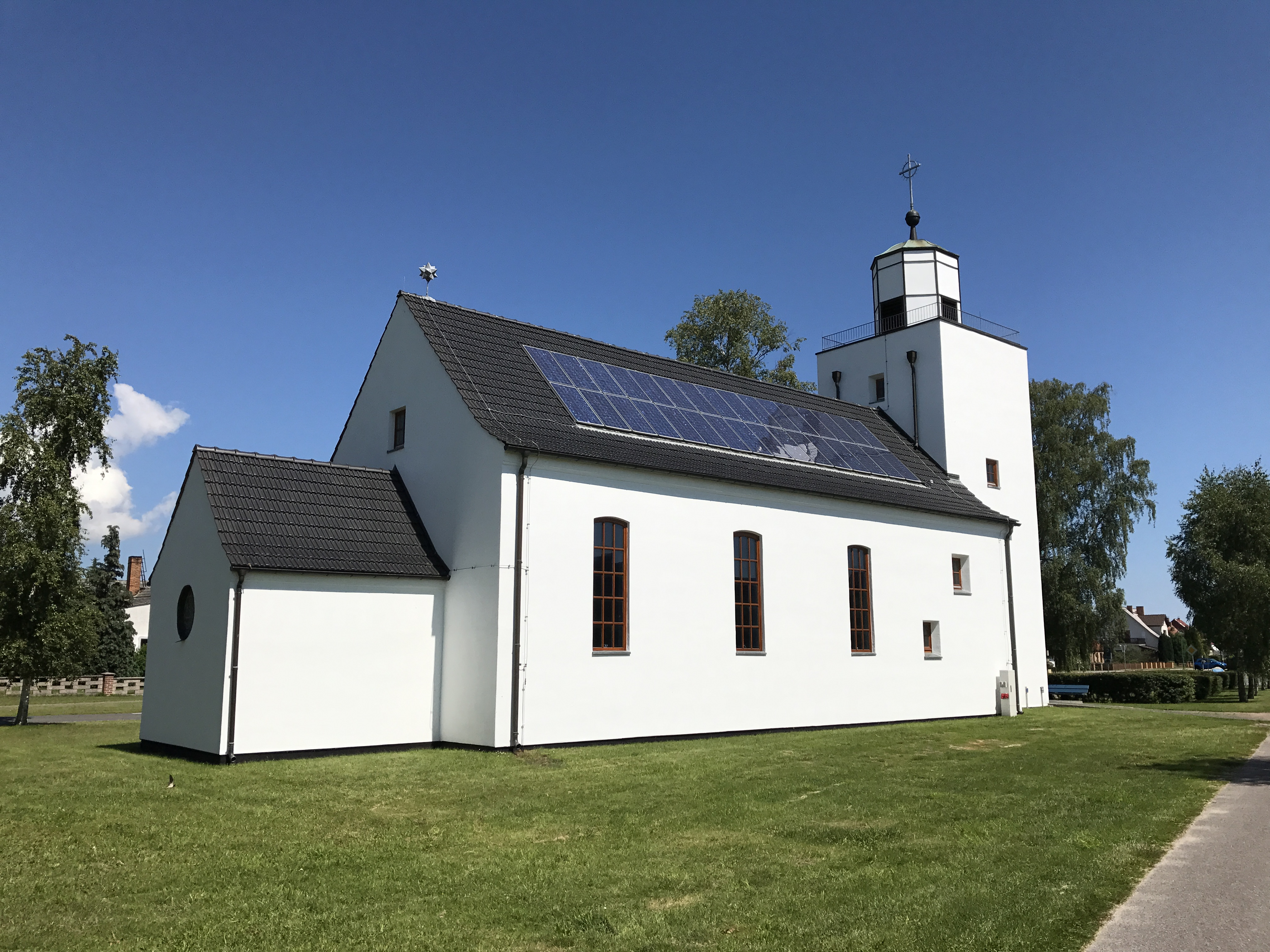
St. Petri-Kirche in Mönkebude

Die evangelische St. Petri-Kirche ist eine Saalkirche aus den Jahren 1933 und 1934 in Mönkebude, einer Gemeinde im Landkreis Vorpommern-Greifswald in Mecklenburg-Vorpommern. Die Kirchengemeinde gehört zum Pfarramt Leopoldshagen der Propstei Pasewalk im Pommerschen Evangelischen Kirchenkreis der Evangelisch-Lutherischen Kirche in Norddeutschland. Sie ist dem Patrozinium des Apostels Petrus geweiht.

## Lage
Die Hauptstraße führt von Westen nach Osten in den Ort. Sie trifft vor dem Ortszentrum auf die von Südwesten kommende Lübser Landstraße. Beide schließen nach Westen hin ein trapezförmiges, nicht eingefriedetes Grundstück ein, auf dem das Bauwerk steht.

## Geschichte
Zwar wurde der Ort bereits 1244 erstmals urkundlich erwähnt, dennoch verzichteten die Einwohner über viele Jahrhunderte auf einen eigenen Sakralbau. Anfang des 20. Jahrhunderts kam es zu einem wirtschaftlichen Aufschwung, in dessen Folge erstmals eine Kirche erbaut wurde. Unter der Leitung des Stettiner Architekten Rudolf Sack errichteten Handwerker einen schlichten Saalbau. Dessen Kirchturm erinnert in seiner Form an einen Leuchtturm. 1993 wurde der Putz erneuert. Zum Jahreswechsel 2002/2003 ging auf dem Satteldach eine 40 m2 große Photovoltaikanlage in Betrieb, die die Kirchengemeinde zuvor installieren ließ. Sie hat eine Leistung von bis zu 4,8 kWp. 2016 kam es zu einem flächigen Algenbefall an der Fassade, der eine Sanierung erforderlich machte.

## Baubeschreibung

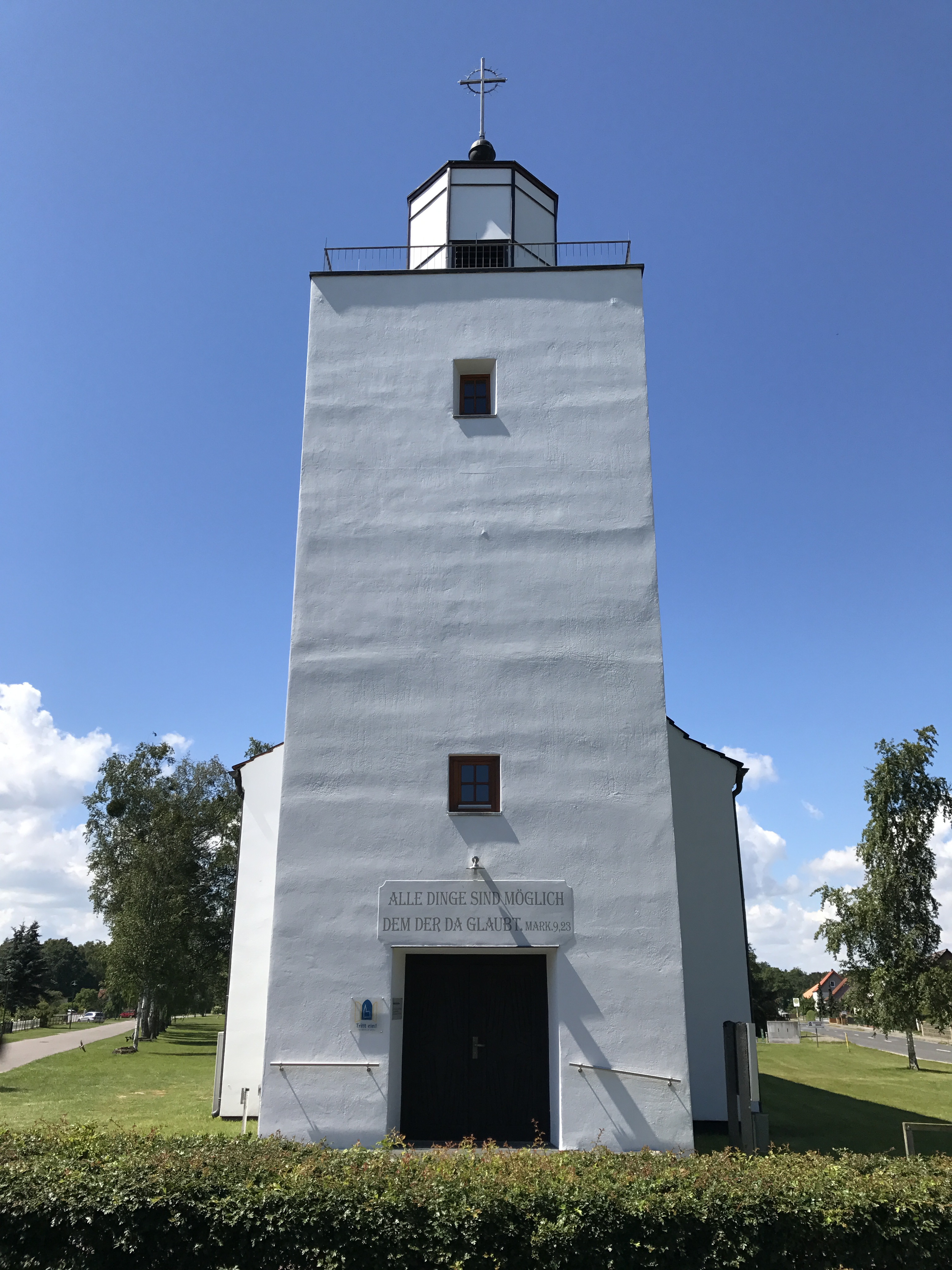
Ostturm

Der gesamte Baukörper wurde aus Mauersteinen errichtet, die anschließend hell verputzt wurden. Der Chor ist rechteckig und stark eingezogen. An der Westseite ist etwa in der Mitte der Wand ein kreisförmiges Fenster; die übrigen Seiten wie auch der Giebel sind geschlossen. Er trägt ein schlichtes Satteldach.
Das ebenfalls im Grundriss rechteckige Kirchenschiff hat im östlichen Giebel ein kleines, rechteckiges Fenster. Die Nord- und Südseite ist weitgehend achssymmetrisch aufgebaut. Hier dominieren drei große, bienenkorbförmige Fenster. An der Nordseite sind zwei in der Höhe versetzte, gleich große Fenster. Es folgen an der Südwand im unteren Bereich zwei kleine, darüber ein kleines Fenster.
Der querrechteckige Kirchturm ist eingezogen und kann durch ein rechteckiges Portal von Osten her betreten werden. Oberhalb ist eine Kartusche mit einem Vers aus dem Evangelium nach Markus: „Alle Dinge sind möglich / dem der da glaubt“ (Mk 9,23 ) sowie eine darüberliegendes, kleines und quadratisches Fenster. An der Nord- und Südseite sind weitere kleinere Fenster asymmetrisch verbaut, ebenso im oberen Geschoss an der West- und Ostseite. Oberhalb ist eine Plattform sowie ein kleiner, achteckiger Aufsatz mit vier Klangarkaden, der mit Turmkugel und Kreuz abschließt.

## Ausstattung

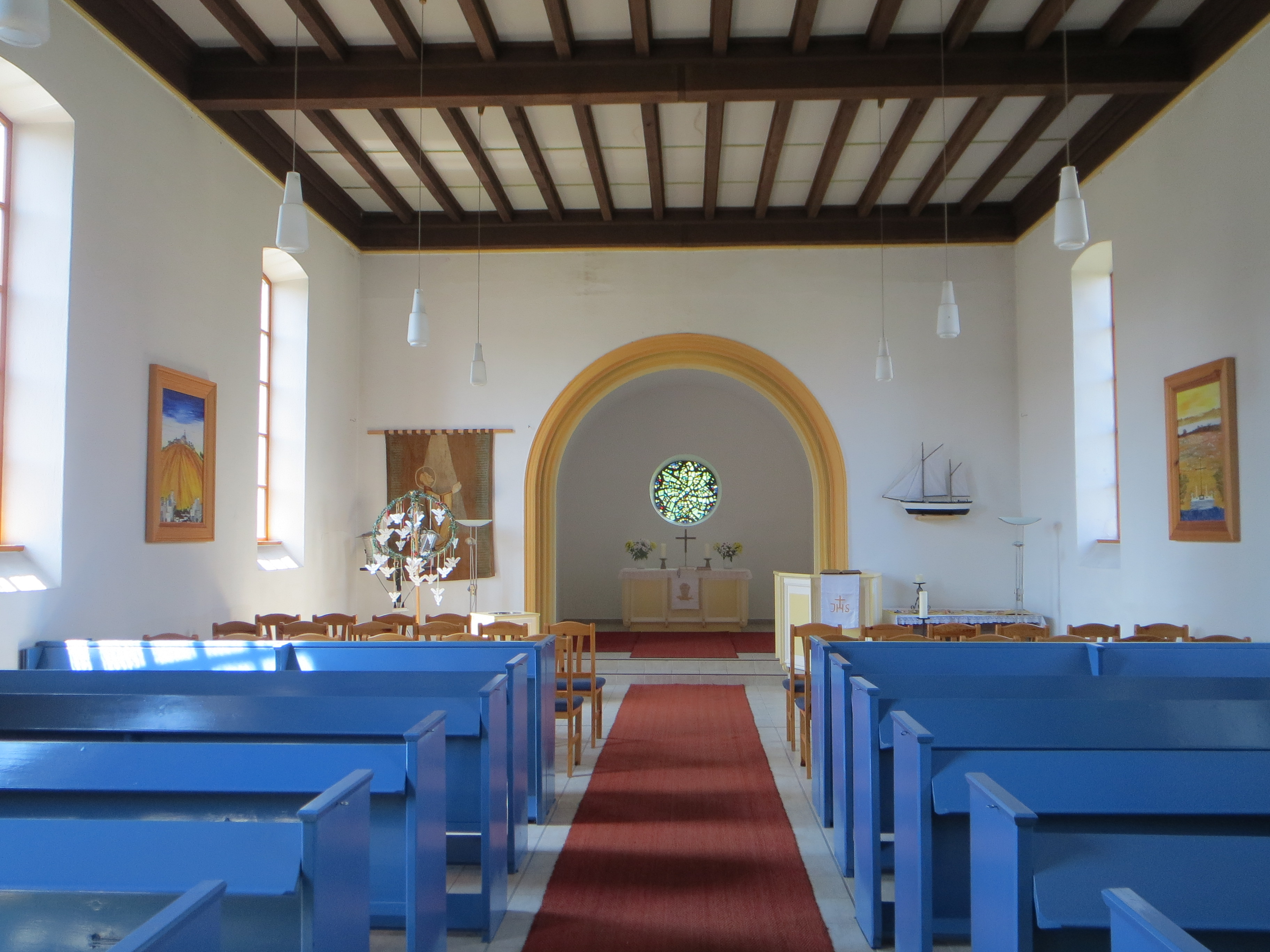
Kircheninneres (2014)

Die Kirchenausstattung ist neuzeitlich. Auf dem Altar steht ein kleines Kreuz aus Metall, das H. Griese aus Erfurt wohl um 1960 bis 1980 schuf.
Das Bauwerk ist in seinem Innern flach gedeckt; der Chor trägt ein Tonnengewölbe.
Im Turmgeschoss hängt eine Glocke aus Bronze aus dem Jahr 1937 sowie eine weitere aus Stahl, die im Jahr 1959 gegossen wurde.
Östlich des Bauwerks stehen auf einem mit einer Hecke eingefriedeten Gelände ein Denkmal für die Gefallenen aus dem Ersten Weltkrieg sowie einige Meter weiter ein zweites Denkmal für die Opfer im Zweiten Weltkrieg.